# Sveta Obitelj
Sveta Obitelj (lat. Sancta Familia) je pojam koji označava obitelj koju su činili Isus, Djevica Marija i Sveti Josip. Naziva se i Sveta nazaretska obitelj. Ujedno je i naziv blagdana koji se slavi u Katoličkoj Crkvi, u Božićnoj osmini te naslov kojim se u različitim pobožnostima zajedno časte Isus, Marija i Josip.

## Štovanje
Blagdan Svete Obitelji je liturgijsko slavlje u Katoličkoj Crkvi u čast Isusa iz Nazareta, njegove majke, Blažene Djevice Marije i njegovoga skrbnika sv. Josipa. Slavi se u nedjelju, u osmini Božića, najranije 26. prosinca, a najkasnije 31. prosinca. Ako Božić pada na nedjelju, Sveta Obitelj slavi se u petak, 30. prosinca, zbog zapriječenosti slavlja u nedjelju po Božiću. Naime, 1. siječnja se slavi svetkovina BDM Bogorodice.
Štovanje Svete Obitelji svečano je započeo mons. François de Laval, kanadski biskup u 17. stoljeću. U katoličkoj Crkvenoj predaji i bogoslužju Svetoj Obitelji posvećen je mjesec veljača.
Blagdan Svete Obitelji ustanovio je papa Lav XIII. 1893. godine i odredio da se slavi u nedjelju u osmini Bogojavljenja, tj., u nedjelju između 7. siječnja i 13. siječnja. Godine 1969., određeno je, da se slavi u nedjelju poslije Božića, što se zadržalo do danas.
U Svetoj Obitelji očituje se obiteljsko trojstvo na zemlji: otac, majka i djeca.
Hrvatska biskupska konferencija odredila je, da se u Hrvatskoj na blagdan Svete Obitelji obilježava i Dan iseljenika, jer je i Sveta Obitelj doživjela iskustvo iseljeništva prilikom Bijega u Egipat.
Cotignac u Provansi poznat je kao „selo Svete Obitelji”.

## U umjetnosti
- Sveta Obitelj u razbojničkoj špilji (1985.), božićni igrokaz Nina Škrabea[12]

## Vanjske poveznice
Mrežna mjesta
- Snježana Majdandžić-Gladić, Sveta Obitelj Isusa, Marije i Josipa, www.vjeraidjela.com
- Pobožnost Svetoj Obitelji, u: Miljenko Sušac (priredio), Ocu po Sinu u Duhu Svetome i Marijinom zagovoru : enciklopedijski priručnik pobožnosti Katoličke Crkve, Zagreb, 2016., str. 65-74
- Niko Bilić, Neki ključni vidici selilaštva i izbjeglištva u Svetom pismu, Obnovljeni Život 1/2020.